# Júnior Tavares
Carlos Eugenio Júnior Tavares dos Santos, född 7 augusti 1996, är en brasiliansk fotbollsspelare som spelar för Portimonense, på lån från São Paulo.

## Karriär
Den 2 september 2019 lånades Tavares ut till Portimonense på ett säsongslån.